# باي فيو غارندز (إلينوي)
باي فيو غارندز (بالإنجليزية: Bay View Gardens)‏ هي معلم جغرافي تقع في الولايات المتحدة في مقاطعة وودفورد، إلينوي. يقدر عدد سكانها بـ 378 نسمة .

## الموقع الجغرافي
الموقع الجغرافي للمناطق المحيطة بهذه النقطة هو كالتالي: